# زيمتوف

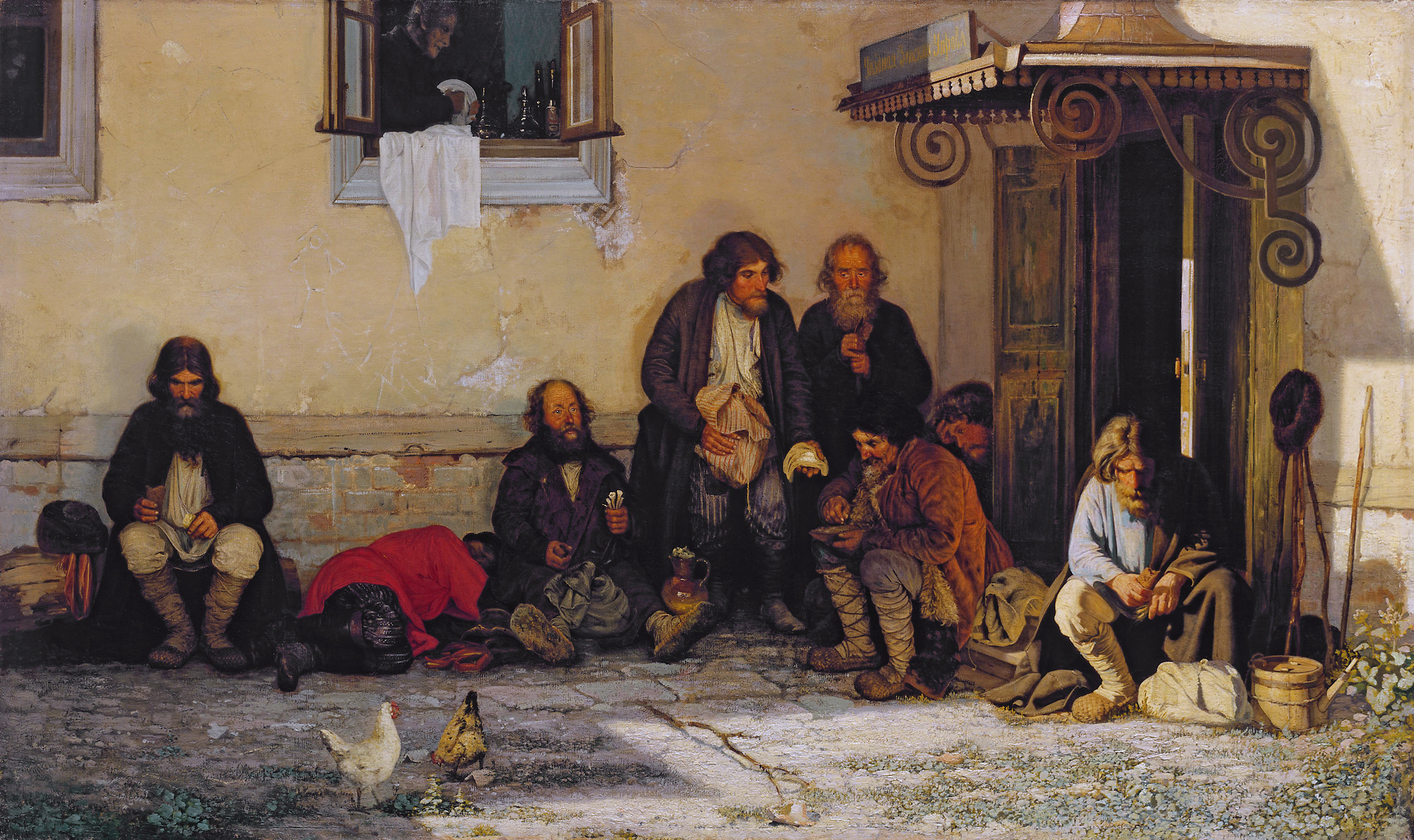
زيمتوف بعد حفل عشاء تقيمه غريغوري مياسويدوف. 1872.

زيمتوف (بالروسية: Земство) هو شكل من أشكال الحكم المحلي وضع خلال الإصلاحات الليبرالية التي اضطلع بها ألكسندر الثاني في الإمبراطورية الروسية. فكرة زيمتوف وضعها نيكولاي ميليوتين، وقوانين زيمتوف الأولى صدرت في عام 1864. بعد ثورة أكتوبر 1917، أغلق نظام زيمتوف.
نظام الحكم الذاتي المحلي للامبراطورية الروسية عرض على أدنى مستوى له في المير والفولوت، كما أن الغوبرنيه ال34 في روسيا القديمة هي معنية أيضا،  في حي انتخابي ومجالس المحافظات (زيمتوفات).
هذه الهيئات، واحدة لكل منطقة وأخرى لكل مقاطعة أو حكومة، تم إنشاؤها بواسطة الكسندر الثاني عام 1864. كانت تتألف من مجلس نيابي (زيمسكوي سوبرانيا) ومجلس تنفيذي (زيمسكاياوبرافا). ويتكون المجلس من خمس فئات من الأعضاء:
- أصحاب الأراضي الكبيرة (النبلاء الذين يمتلكون 2.4 كلم مربع، وأكثر من ذلك)، الذين يجلسون بشخصهم؛
- مندوبين من ملاك الأراضي الصغيرة، بما في ذلك رجال الدين بصفتهم اصحاب اراضي؛
- مندوبين من سكان القرية الاثرياء؛
- مندوبين من الطبقات الأقل ثراء في المناطق الحضرية؛
- مندوبين من الفلاحين، وينتخبهم الفولوست.[2]

أعطي النبلاء وزنا أكبر في التصويت لاختيار زيمتوف، كما يتضح من حقيقة أن 74 ٪ من أعضاء زيمتوف كانوا من النبلاء، على الرغم من أن النبلاء شكلوا 1.3 ٪ من السكان. وحتى مع ذلك، فإن زيمتوف لم يسمح للسكان زيادة أكبر في سبل أرادوا جزء صغير من حياتهم ليتم استغلالها.
القواعد التي تحكم الانتخابات في زيمتوف اتخذت نموذجا لقانون الانتخابات لعام 1906 بما فيه الكفاية، ويدل على ذلك في الاعتبار هذا الوارد أدناه. أعطي زيمتوف صلاحيات واسعة فيما يتعلق مدى التحصيل الضريبي ومسائل مثل التعليم والإغاثة الطبية والرعاية الاجتماعية العامة والإمدادات الغذائية وصيانة الطرق في مناطقهم ولكن كان في عداء مع الراديكالية مثل الحزب الاشتراكي الثوري والمثقفين والعدميين الذين يريدون المزيد من الإصلاح. هذه القوى مع ذلك، كانت مقيدة بشدة من قبل الإمبراطور ألكسندر الثالث (قانون 12/25 يونيو 1890)، حيث يخضع زيمتوف للحكام، الذين كان من الضروري الموافقة على صحة جميع القرارات التي يتخذونها، والذي حصل على صلاحيات جذرية للانضباط عبر أعضاء. وعلى الرغم من هذه القيود والنظام الانتخابي الذي يميل إلى جعل هذه المجالس على النحو الذي تغلب عليه اسهم المضيق والرجعية مثل أي مكتب الحكومة، قام زيمتوف بعمل جيد، وخصوصا في التعليم، في تلك المقاطعات حيث اصحابها كانوا مستوحين بروح أكثر تحررا. كما قدمت العديد من زيمتوف زراعة مكثفة وصناعة جيدة والرعاية الصحية وما شابه ذلك. في 1905 استعاد زيمتوف، على الأقل بحكم الواقع، بعض من المبادرة المستقلة.
العبارة طابع زيمتوف، كان يستخدم في حالة الطوابع البريدية الروسية من هذه الفترة.

## الظهور في وسائل الإعلام
ليفين، وهو بطل رواية تولستوي أنا كارنينا، لديه ارتباط مع زيمتوف ويشار إليه مرات عديدة.